# Špitál s kaplí svatého Václava
Špitál s kaplí sv. Václava je zaniklý historický objekt v Častolovicích v okrese Rychnov nad Kněžnou v Královéhradeckém kraji. Jednalo se o raně barokní vrchnostenský špitál s neorientovanou kaplí a přízemními domky špitálníků a špitálnic po stranách. Uvádí se, že kaple byla dílem Carla Luraga. Špitál byl postaven pro staré služebníky ze zámku a pro chudé a nemocné z okolí.

## Vznik stavby
Původní častolovický špitál zbořený v roce 1620 stál v místech pozdějšího hostince Panský dům, na jehož místě je dnes parkoviště.
Špitál byl založen roku 1647 Ottou z Oppersdorfu, resp. postaven jeho synem Václavem Ignácem z Oppersdorfu. Areál dostal podobu přízemní stavby s vysokou střechou rozdělenou na dvě souměrné poloviny, mezi nimiž stála kaple sv Václava, postavená jako součást špitálu. Vlastní špitál tvořil hmotově a architektonicky základní linii horizontální, zatímco středová kaple vertikální. Další zdroje uvádějí, že kaple byla postavena už v roce 1560 a byla kaplí loretánskou. Průčelí kaple bylo členěno lizénami, uprostřed byl portál s uchy. Soubor staveb byl opraven byl roku 1784.

## Kaple
Kaple sv. Václava byla původně kaplí loretánskou. Vybavení kaple nebylo ani později nijak bohaté. Problémem byla vysoká vlhkost. 

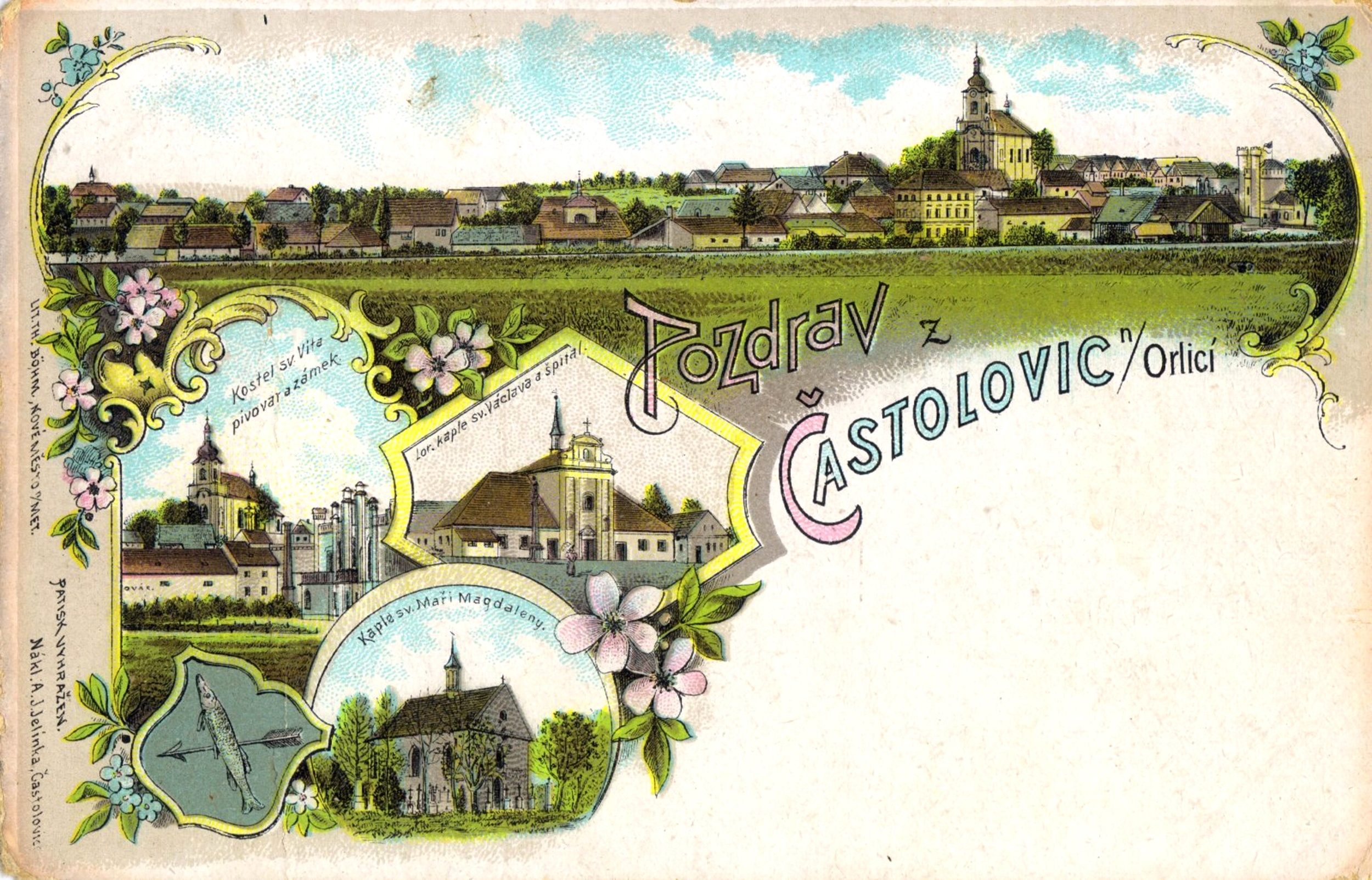
Kaple a špitál kolem roku 1900 na dobové pohlednici

Hlavní oltář byl barokní a pocházel z 2. poloviny 17. století. Oltářní obraz měl motiv Navštívení P. Marie. Původní oltář byl za doby, kdy byly Častolovice spravovány Šternberky, přenesen na jiné jejich panství – do zámecké kaple v Zásmukách a části se později dochovaly snad ve farním kostele v Zásmukách.
Sochy sv. Petra a Pavla pocházely z 60. let 17. století.  Po stěnách byly rozmístěny čtyři obrazy apoštolů z 2. poloviny 17. století. Epitafní obraz mrtvého zakladatele špitálu Otty z Oppersdorfu (umístěný na levé straně kaple) byl hodnocen jako slabší malba škrétovského pojetí z poloviny 17. století. Velký obraz Krista v zahradě Getsemanské rovněž z 2. poloviny 17. století.
Ikonograficky pozoruhodnou malbou byl Kristus v otevřeném nebi vidí vlastní ukřižování a místo po pravici Boha Otce. Z ostatních obrazů, které byly zpravidla zašlé, byl nejkvalitnějším obraz světice z 2. poloviny 17. století.

## Vývoj areálu ve 20. století
V roce 1929 byla zvýšena dlažba i oltář a kaple byla vybílena a opravena. V lednu 1934 byly dvě místnosti špitálu upraveny pro školní kuchyni a jídelnu. O kapli byl roku 1949 veden spor mezi místním národním výborem a římskokatolickou církví, která kapli užívala. V roce 1950 byl špitál v rámci revize pozemkové reformy přiřknut místnímu národnímu výboru. Polovina špitálu však byla ve velmi špatném stavu, strop byl na několika místech propadlý. Druhá polovina objektu byla oproti tomu v době převzetí ještě obydlena. V roce 1951 bylo vytvořeno okno vzadu a o dva roky později (1953) byla provedena oprava střechy s výměnou sedmi krovů a pokrytím střechy černým eternitem. Roku 1954 bylo instalováno nové okno v průčelí kaple.
Stavba byla pro architektonickou hodnotu a reprezentaci barokních sociálních staveb prohlášena za kulturní památku. V článku z roku 1972 se píše o tom, že obě křídla špitálu byla stále ve velmi špatném stavu a že se již objevily hlasy pro jejich zbourání. Článek nicméně dále zmiňuje, že státní správa připravuje opravu památky. Ještě téhož roku mělo dojít k přípravám akce a v roce 1973 k realizaci rekonstrukce ve spolupráci s Krajským památkovým střediskem v Pardubicích. V křídlech špitálů měla vzniknout knihovna s čítárnou v prostorách kaple. Ze Zásmuk se měl zároveň vrátit původní hlavní oltář. K opravě ale nedošlo. V únoru 1975 byla naopak rozhodnutím Ministerstva kultury ČSR zrušena památková ochrana objektu. Následně dne 25. dubna 1975 zajistila firma Ingstav s. p. odstřel stavby z důvodu rozšíření hlavní průjezdní komunikace.